# Phyllanthus austroparensis
Phyllanthus austroparensis är en emblikaväxtart som beskrevs av Radcl.-sm.. Phyllanthus austroparensis ingår i släktet Phyllanthus och familjen emblikaväxter.
Artens utbredningsområde är Tanzania. Inga underarter finns listade i Catalogue of Life.